# Gadomus capensis
Gadomus capensis es una especie de pez de la familia Macrouridae en el orden de los Gadiformes.

## Morfología
• Los machos pueden llegar alcanzar los 46 cm de longitud total.

## Hábitat
Es un pez de aguas profundas que vive entre 850-1.480 m de profundidad.

## Distribución geográfica
Se encuentra desde Sudáfrica hasta Mozambique.